# Центральное издательство народов СССР
Центра́льное изда́тельство наро́дов СССР (также «Центроизда́т», «Центризда́т», ЦИЗ) — советское издательство, существовавшее с 1924 по 1931 годы.

## История
Народным комиссариатом по делам национальностей 14 декабря 1922 года было создано Центральное Восточное издательство, а 29 марта 1923 года — Центральное Западное издательство. Первое из них предназначалось для обслуживания народов Средней Азии, Казахстана, Азербайджана, Поволжья, второе — населения Западных областей страны. Издательства носили универсальный характер, основной упор делался на выпуск общественно — политической и учебной литературы. Это была реализация решений XI съезда РКП(б), которое рекомендовало обратить особое внимание партии на издание «литературы народов национальных меньшинств».
Для координации и общей направленности их деятельности 1 мая 1924 года их объединили и 13 июня того же года новое (объединённое) издательство стало называться Центральным издательством народов СССР при Президиуме ЦИК. Функции нового издательства призваны были содействовать культурному развитию всех народов и народностей, населяющих Советский Союз. Уже в 1925 году Центриздат выпускал книги на 37 языках и шести различных алфавитах (арабском, монгольском, латинском, готическом, еврейском, русском). По мере возникновения в республиках и автономных областях своих издательств, сокращался или вовсе прекращался выпуск литературы на языках населявших их народов.
В ноябре 1925 года была открыта книжная фабрика (типография) Центроиздата. Для многих народов приходилось создавать письменность, издавать учебники, выпускать издания всех видов, искать и обучать авторов, редакторов, рабочих — печатников. Особенно велики выпуски Центроиздата массово-политических изданий, учебной литературы по ликвидации неграмотности (75% всей продукции). Произведения В. И. Ленина выпускались на 28 языках.
В 1930 году при Наркомпросе РСФСР было образовано объединение ОГИЗ, с которым в 1931 году Центроиздат был объединён.